# Biota Francevilliană
Biota Francevilliană (numite și Gabonionta, Macrofosilele din Gabon sau Fosilele din grupul Francevillian) sunt un grup de fosile enigmatice care au existat acum 2.1 milliarde de anii în ainte (2100 de millioane de anii) în era Paleoproterozoic, descoperite în Gabon, Africa. Aceste fosile au fost descoperite în 2014 de geologul Francez-Morrocan Abderrazak El Albani, și reprezintă cele mai vechi fosile de animale Eucariote. Organismele care au făcut aceste fosile nu au fost încă clasificate șțiințific , deci există multă discuție despre ce poate să reprezinte. În 2023, El Albani și alți oameni de sțiință au desgropat mai multe specimene care au arătat că aceste fosile sunt de origine  Eucariotică. Paleontologul german Adolf Seilacher de la Universitatea Yale credea că fosilele nu sunt fosile și că sunt doar pseudofosile de pirită inorganică.